# Men in Black
Men in Black is een Amerikaanse sciencefictionfilm uit 1997 van regisseur Barry Sonnenfeld. De hoofdrollen werden vertolkt door Tommy Lee Jones en Will Smith. De film is gebaseerd op de stripserie The Men in Black van Aircel Comics. De film kreeg drie sequels: Men in Black II (2002), Men in Black III (2012) en Men in Black: International (2019)

## Verhaal
De film draait geheel om een geheime overheidsorganisatie genaamd de MIB, die tot doel heeft om buitenaardsen die in het geheim op aarde leven in de gaten te houden. Ze moeten zorgen dat niemand het bestaan van hen ontdekt. Buitenaardsen die zich goed gedragen, laten ze met rust en eventuele buitenaardse criminelen worden gearresteerd.
MIB-agenten hebben geen identiteit en bestaan voor de wereld in feite niet. Ze gebruiken hightech wapens en geheugenwissers om hun werk te doen. MIB's gaan altijd gekleed in zwarte pakken en dragen zonnebrillen. Hun financiën komen van de vele patenten die ze hebben op technologie overgenomen van buitenaardsen, zoals magnetrons en liposuctie.
Agent James Edwards raakt per ongeluk bij de MIB betrokken, wanneer hij op een nacht een buitenaardse in vermomming achtervolgt en daarbij wordt gezien door agent K (die onder de indruk is van het feit dat James de buitenaardse te voet bij kon houden). Hij slaagt als enige voor de training en wordt ingelijfd bij MIB, met de codenaam J. Hij wordt toegewezen aan agent K voor zijn training.
Een illegale UFO landt vlak bij een boerderij. In de UFO zit een buitenaards wezen die op een enorme kakkerlak lijkt. Hij doodt de boer die getuige was van zijn landing en steelt diens lichaam om zich onopvallend tussen de mensen te mengen. Hij heeft het voorzien op de Melkweg: een juweel waarin in een miniatuur Melkwegstelsel zit. Dit juweel behoort toe aan de koninklijke familie van de planeet Arquil. De kakkerlak-buitenaardse doodt de prins van Arquil. Een Arquilaans oorlogsschip komt naar de aarde en dreigt de aarde spoedig te vernietigen als de MIB de Melkweg niet vindt. Zo willen ze voorkomen dat de kakkerlak ermee vandoor gaat.
Agenten J en K onderzoeken de zaak, bijgestaan door Dr. Laurel Weaver (die in een mortuarium werkt). Ze ontdekken dat het juweel met de Melkweg vastzit aan de halsband van de kat die de Arquiliaanse prins altijd bij zich had. De buitenaardse is hen voor en probeert met de Melkweg te vluchten in een UFO. Door tussenkomst van J en K kan hij worden gestopt.
Nu alles in orde is, krijgt J de status van volleerd agent. K vraagt J om zijn geheugen te wissen, zodat hij met pensioen kan gaan. Dr. Weaver wordt J’s nieuwe partner als agent L.
In de laatste scène van de film wordt getoond dat het Melkwegstelsel, waar de aarde deel van uitmaakt, ook in een glazen bol zit, waar een buitenaardse een soort knikkerspel mee speelt.

## Rolverdeling
| Acteur            | Personage                            |
| ----------------- | ------------------------------------ |
| Will Smith        | James D. Edwards III /Agent J        |
| Tommy Lee Jones   | Kevin Brown/Agent K                  |
| Linda Fiorentino  | Dr. Laurel Weaver / Agent L          |
| Vincent D'Onofrio | Edgar / The Bug                      |
| Rip Torn          | Chief Zed                            |
| Tony Shalhoub     | Jack Jeebs                           |
| Siobhan Fallon    | Beatrice                             |
| Mike Nussbaum     | Gentle Rosenburg, Arquillian Jeweler |
| Jon Gries         | Van driver                           |
| Sergio Calderón   | Jose                                 |
| Carel Struycken   | Arquillian                           |
| Fredric Lehne     | INS agent Janus                      |
| Richard Hamilton  | Agent D                              |
| Kent Faulcon      | 2nd Lt. Jake Jensen                  |
| John Alexander    | Mikey                                |
| Keith Campbell    | Perp                                 |
| Ken Thorley       | Zap-Em Exterminator                  |
| Patrick Breen     | Reggie Redgick                       |
| Becky Ann Baker   | Mrs. Redgick                         |

## Achtergrond

### Betekenis van de titel
Volgens de sciencefictiontelevisieserie de X-Files wordt de uitdrukking Men in Black gebruikt om al dan niet buitenaardse agenten aan te duiden die tot taak hebben om het geheugen uit te wissen van aardbewoners die in contact zijn gekomen met buitenaardse wezens. De agenten dragen opzettelijk volkomen zwarte kleren om zodoende een aardbewoner in diskrediet te brengen die zich desondanks toch de gebeurtenis herinnert: wie gelooft in mensen die volkomen in zwart zijn gekleed?
Zie bijvoorbeeld aflevering 20 van het derde seizoen van de X-Files getiteld: "Jose Chung's 'From Outer Space'", voor het eerst uitgezonden in de Verenigde Staten op 12 april 1996, waarin deze theorie uit de doeken wordt gedaan.

### Productie
De film is gebaseerd op de stripserie The Men in Black van Lowell Cunningham. Producers Walter F. Parkes en Laurie MacDonald verkregen de rechten op deze strip in 1992 en huurden Ed Solomon in om een scenario te schrijven dat trouw zou zijn aan de strip. Parkes en MacDonald wilden Barry Sonnenfeld als regisseur vanwege zijn succes met The Addams Family en het vervolg Addams Family Values. Sonnenfield was al bezig met een andere film, dus werd Les Mayfield benaderd. Later besloten ze hier toch van af te zien en de productie van de film wat uit te stellen zodat Sonnenfeld toch aan de film kon meewerken.
Veel van het originele scenario speelde zich ondergronds af, op locaties als Kansas, Washington D.C. en Nevada. Sonnenfield besloot de locatie te verplaatsen naar New York, omdat hij vond dat dit beter bij de film paste. Productieontwerper Bo Welch ontwierp het MIB-hoofdkwartier met een jaren 60-ondertoon in gedachten.
Rick Baker leidde de special effects voor de film. Deze waren de grootste uitdaging in zijn carrière. Sonnenfeld bracht tijdens de productie nog veel wijzigingen aan in de effecten. Zo vond hij dat de buitenaardsen er niet allemaal humanoïde uit zouden moeten zien, omdat men dat nou eenmaal gewend was. Rick ging op deze aanwijzingen in door vreemde en unieke wezens te ontwerpen.
Het filmen begon in maart 1996, maar na vijf maanden realiseerden de producers dat het geplande einde van de film niet spannend genoeg was. De oorspronkelijke climax zou gaan om een debat tussen Agent J en de kakkerlak. De keuze om in plaats daarvan een gevechtsscène als climax te gebruiken beviel Rick niet echt, aangezien hun kakkerlakpop hiervoor moest worden vervangen door een computeranimatie. Andere veranderingen werden doorgevoerd om het verhaal simpeler te maken.

## Prijzen en nominaties
Men in Black werd genomineerd voor 46 prijzen, waarvan hij er 18 won.
1997:
- De Bogey Award in Platin – gewonnen
- De Golden Screen – gewonnen
- De Golden Screen with 1 Star – gewonnen

1998:
- De ASCAP Award voor Most Performed Songs from Motion Pictures – gewonnen
- Drie Academy Awards:
  - Beste make-up – gewonnen
  - Beste artdirection
  - Beste originele muziek – musical of komedie
- Acht Saturn Awards:
  - Beste muziek – gewonnen
  - Beste Sciencefictionfilm – gewonnen
  - Beste mannelijke bijrol (Vincent D'Onofrio) – gewonnen
  - Beste acteur (Will Smith)
  - Beste regisseur
  - Beste make-up
  - Beste special effects
  - Beste schrijver
- De Excellence in Production Design Award
- De BAFTA Award voor beste visuele effecten
- De BMI Film Music Award – gewonnen
- Vijf Blockbuster Entertainment Awards:
  - Favoriete acteur –sci fi (Will Smith) – gewonnen
  - Favoriete filmmuziek – gewonnen
  - Favoriete acteur –sci fi (Tommy Lee Jones)
  - Favoriete bijacteur (Vincent D'Onofrio)
  - Favoriete bijactrice (Linda Fiorentino)
- De CAS Award voor Outstanding Achievement in Sound Mixing for a Feature Film
- De Box Office Award – gewonnen
- De Empire Award voor beste film – gewonnen
- De Golden Globe voor Best Motion Picture – Comedy/Musical
- De Grammy Award voor Best Instrumental Composition Written for a Motion Picture or for Television
- De Hugo Award voor Best Dramatic Presentation
- Twee Blimp Awards:
  - Favoriete filmacteur (Will Smith) – gewonnen
  - Favoriete film
- Vijf MTV Movie Awards:
  - Beste gevecht – gewonnen
  - Beste filmlied – gewonnen
  - Beste komedieoptreden
  - Beste film
  - Beste schermduo
- De Reader's Choice Award voor Best Foreign Language Film – gewonnen
- Drie Golden Reel Awards:
  - Best Sound Editing – Dialogue & ADR
  - Best Sound Editing – Music (Foreign & Domestic)
  - Best Sound Editing – Sound Effects & Foley
- Vijf Golden Satellite Awards:
  - Best Motion Picture – Animated or Mixed Media – gewonnen
  - Best Performance by an Actor in a Motion Picture – Comedy or Musical (Tommy Lee Jones)
  - Best Performance by an Actor in a Supporting Role in a Motion Picture – Comedy or Musical (Rip Torn)
  - Best Performance by an Actress in a Supporting Role in a Motion Picture – Comedy or Musical (Linda Fiorention)
  - Outstanding Visual Effects

2001
- De Video Premiere Award

## Trivia
- In 1934 maakten The three stooges al een film met dezelfde titel, maar deze komedie heeft niets buitenaards, en ze zijn ook niet in het zwart gekleed. De titel is een parodie op de film Men in white, ook uit 1934.